# 加山由衣
加山 由衣（かやま ゆい、1980年9月17日 - ）は、日本の元AV女優。

## 略歴
2002年にAVデビュー。
2004年春には、紋舞らん、春菜まいの2人とともにNeo minxを結成するが、同年8月のイベントをもって引退し、Neo minxも解散した。

## 作品

### アダルトビデオ
2002年
- 制服痴漢バス 名門女子校限定（9月15日、ネクストイレブン）
- カントリーガール 空の神さま DOCUMENT&MOVIE（10月15日、ネクストイレブン）
- ジ・コ・マ・ン・2（10月25日、LEO）オムニバス作品
- HIGH SCHOOL FUCK（11月8日、アイデアポケット）
- 恋のミルキーボール（11月15日、Smiley）
- The SEX 3（11月19日、LEO）オムニバス作品
- 女子アナ日記（12月6日、GLAY'z）
- 白衣凌辱 淫獣病院（12月8日、アタッカーズ）
- ナースな天使（12月13日、Smiley）
- 起導天使アプリ（12月13日、シネマジック）オムニバス作品
- 加山由衣とリアルSEX体験-VIRTUAL EYE2-（12月15日、ジーメディア）

2003年
- 文化部代表　純情メモリアル（1月18日、ネクストイレブン）
- 素 【SU】（1月25日、ベスト・パートナーズ）
- 義妹の部屋◆02（2月6日、ドリームチケット）
- メガネっ娘11人（2月7日、TMA）
- 美脚 Waitress（2月14日、Chao!!）
- 廃墟（2月19日、ドリームチケット）
- 私立美少女学園 あいぽけスタジオ2（3月8日、アイデアポケット）
- かわいい痴女の接吻とセックス（3月10日、ドグマ）
- 体感ファック if7... Story20（3月28日、桃太郎映像出版）
- 自分淫視台 第1局 由衣ch　―ぴゅあ系女の子のHな一日―（3月28日、アリスJAPAN）
- 龍縛監禁凌辱 聖職崩壊の刻（4月8日、アタッカーズ）
- 女子校生痴女集団にあなたも飼われてみませんか?（4月10日、ドグマ）
- 強制レイプマニアックス（4月18日、God）
- ダブル! 4（4月25日、桃太郎映像出版）
- 女王様 girls（4月30日、KUKI）
- エム・デート（5月1日、ワンズファクトリー）
- 校内発情〜制服に欲情する教師と生徒（5月2日、タカラ映像）
- KIMONO DE JAPANESE（5月8日、アイデアポケット）
- STREET PREMIUM GIRL!!（5月8日、アイデアポケット）
- みんなの託児室日記（5月15日、MOODYZ）
- SUPERザーメン天国 2（5月16日、God）
- メガネッ子女子校生はいぢめてほしい（5月23日、HRC）
- MOMO-TV vol.5　ザ・モモビジョン キッズマニア（5月23日、桃太郎映像出版）
- Dotti?〜どっちがお好き〜（6月2日、アローンワークス）
- 安●なつみ な●ち 激似AV女優（6月3日、エイチエス映像）
- 初めての絶頂　 〜声ダメ Return〜（6月5日、SODクリエイト）
- 私立美少女学園 あいぽけスタジオ3（6月8日、アイデアポケット）
- 清純ナースの秘密診療ファイル（6月13日、メディアステーション）
- 女子校生拉致監禁 vol.1（6月14日、ゴーゴーズ）
- ザーメンクラブ2 ［ごっくん派への挑戦状］（6月18日、ワープエンタテインメント）
- 女子校生 れず 先輩と私 50（6月19日、U&K）
- 女子校生 痴女 2（6月19日、U&K）
- 姫君監禁 くノ一地獄歌（6月20日、笠倉出版社）
- 真・ストーカーゲーム 〜隣人・愛〜 加山由衣 DVD-PG (6月27日、日本ビジュアルソフト販売)
- ベイビーフェイスをやっつけろ!! 4（6月28日、KUKI）
- チンポいじめ倶楽部1（7月1日、MOODYZ）
- ぎゃるこん!Gals Complex&Contest（7月2日、メディアステーション）
- れずCHA-OH☆（7月5日、忠実堂）
- マイドル・ザーメン vol.5（7月5日、忠実堂）
- チャーミングエンジェル 南くん救出大作戦（7月13日、メディアステーション）
- ガールズ イン モーション　今、気になるアノ娘たち。（7月25日、メディアステーション）オムニバス作品
- 24人のカリスマアイドル3（7月25日、ケイ・エム・プロデュース）
- LOVE制服美少女　加山由衣&持田みく（8月1日、タカラ映像）
- スーパーヒロイン陵辱シリーズ 超忍者セーバイン くの一陵辱地獄編（8月3日、ヒビノ）
- ザ・スーパースライム（8月3日、ヒビノ）
- 4本の自分勝手なチ○ポのリクエストに加山由衣チャンが体を張って応えてくれました 加山由衣（8月3日、SODクリエイト）
- 男は無言。哀願露出 〜由衣は、いいなり目線のM女〜（8月3日、ディープス）
- ADハルナの接吻バトルロワイヤル 3rd BATTLE（8月3日、忠実堂）
- Angel　加山由衣（8月8日、アイデアポケット）
- 幼すぎる発情ダブルま○こ（8月10日、ドグマ）
- BabyBodyなお嬢様は唾液フェチなロリ舐め恥女（8月10日、AVS）
- レズられた私 〜The Short Stories〜（8月16日、SODクリエイト）
- 痴女優コレクション オナニー編（8月22日、笠倉出版社）オムニバス作品
- high school real fite（8月26日、シャイ企画）オムニバス作品
- 女が独りでヌク時。 第15巻（8月28日、U&K）
- 狙われたアイドル（8月31日、KUKI）
- 女優-拘束マニア15（9月1日、ワンズファクトリー）
- REACTIONS　リアクションズ（9月1日、ワンズファクトリー）
- チ○ポなぶりの虜になった私 5 〜お嬢様女子高生編〜（9月5日、SODクリエイト）
- 制服イズム 4時間（9月5日、GLAY'z）
- オナニー中毒少女（9月10日、ドグマ）
- THE 巨乳女教師 feat. 女子高生（9月12日、タカラ映像）オムニバス作品
- 調子に乗って企画単体女優のマネージャーさんもみんなでヤっちゃったビデオ〜IN　沖縄〜（9月19日、忠実堂）
- 聖露出!? 加山由衣（9月19日、忠実堂）
- レズSTYLE（9月19日、シャイ企画）
- (秘)禁断ウラ風俗ファイル（9月24日、スカイラブ）
- イカサレ4時間 2（9月26日、ケイ・エム・プロデュース）
- 憧れの女教師 DELUXE（9月26日、デジタルバンク）オムニバス作品
- HOT LIPS　極上ヘルスプレイ（10月1日、アローンワークス）
- 月刊 加山由衣（10月15日(レンタル)／11月14日（セル）、メディアバンク）
- 女が独りでヌク時。 第15巻（10月22日、U&K）
- 留学生の淫乱放課後（10月31日、KUKI）
- NO．1 スーパー(超)ミニスカ軍団（11月6日、アイエナジー）
- 桃尻学園白書 放課後の誘惑（11月28日、KUKI）
- Voice（11月15日、マルクス兄弟）
- NO.1 聖☆加山由衣（12月4日、アイエナジー）
- 鬼畜輪姦外伝 女子校生監禁凌辱（12月8日、アタッカーズ）
- レズビアン・デラックス（12月10日、ドグマ）
- 痴女優コレクション おしゃぶり編（12月19日、笠倉出版社）オムニバス作品
- スジです!II もっといじくろう!!（12月26日、HRC）

2004年
- 痴女と合コンしませんか?SPECIALもっとも幸せな童貞の失い方!（1月9日、ドグマ）
- 光心戦記 レミーム（1月8日、アイエナジー）
- 超電光ダンガインvs超忍者セーバイン 淫魔界陵辱大戦 スーパーヒロイン陵辱シリーズ第3弾（1月8日、ヒビノ）
- ベイビーフェイスをやっつけろ!! DVD edition 2（1月30日、KUKI）オムニバス作品
- お尻と性器 加山由衣（2月1日、ワンズファクトリー）
- もうひとつの卒業式（3月21日、KUKI）
- yui*mania　加山由衣（3月30日、デジタルアーク）
- 気持ち良くしてあげる!（4月1日、ワンズファクトリー）
- ブルセラ道・極【ki-wa-me】（4月5日、タカラ映像）
- 桃尻学園白書 微熱SEX（4月30日、KUKI）
- Neo minx Vol.1（5月7日、オブテイン・フューチャー）
- Neo minx Vol.2（5月7日、オブテイン・フューチャー）
- Neo Minx スペシャルBOX（5月7日、オブテイン・フューチャー）
- 癒し新妻 (6月1日、ZERO)
- eRAW スペシャルDVD-BOX（6月4日、オブテイン・フューチャー）
- 不法チン入 3 美人妻満載（6月5日、アイエナジー）
- オナコン!人気女優編（6月25日、メディアステーション）
- 痴女的思考ト妄想（6月28日、X-RATED）
- Neo minx Vol.3（7月9日、オブテイン・フューチャー）
- Neo minx Vol.4（7月9日、オブテイン・フューチャー)
- Neo Minx Vol.3+Vol.4 スペシャルBOX（7月9日、オブテイン・フューチャー）
- AV制作会社流出ビデオ vol.3（7月30日、ゴーゴーズ）オムニバス作品
- Neo minx Vol.5（8月6日、オブテイン・フューチャー）
- Neo minx Vol.6（8月6日、オブテイン・フューチャー）
- Neo Minx Vol.5+Vol.6 スペシャルBOX（8月6日、オブテイン・フューチャー） ※引退作
- セーラー服と機関汁（8月19日、アイエナジー）※発売中止作品
- 36人カリスマ学園アイドル4時間SP（12月8日、ロイヤルアート）
- 24人のカリスマアイドル4（12月24日、ケイ・エム・プロデュース）

2005年
- あの人気AVアイドル春菜まいちゃん&加山由衣ちゃんの無修正3Pファック!!（3月、素人倶楽部）
- ザ・女子校生狩り 3（5月20日、クリスタル映像）

他

### イメージビデオ
- yui*mania　（デジタルアーク）